# Xscape
Xscape là album tổng hợp thứ hai được xuất bản sau khi nam ca sĩ người Mỹ Michael Jackson qua đời, bao gồm các bài hát chưa từng được phát hành trước đây của Jackson. Album phát hành ngày 9 tháng 5 năm 2014 bởi Epic Records và nhãn thu âm của Jackson là MJJ Music. Xscape là album thứ hai chứa các bài hát mới được phát hành bởi Sony Music Entertainment từ sau cái chết của Michael Jackson vào cuối tháng 6 năm 2009. L.A. Reid, chủ tịch của Epic Records, sưu tầm và điều hành sản xuất album, chiêu mộ Timbaland dẫn đầu một đội các nhà sản xuất đĩa nhạc để trang bị lại và đương thời hóa tám bản thu được chọn cho album. Các nhà sản xuất làm việc với album bao gồm StarGate, Jerome "J-Roc" Harmon, John McClain, and Rodney Jerkins. Jerkins sản xuất bản nhạc chủ đề.
Xscape được quảng bá rộng rãi trong nhóm các công ty của Sony; Sony Mobile dùng một trích đoạn của bài "Slave to the Rhythm" trong chiến dịch quảng bá điện thoại Xperia Z2. Các phần phê bình sớm cho album mức đánh giá trung bình đến khả quan với các nhà phê bình "chia phe" dựa trên chất lượng các bản thu. "Love Never Felt So Good" được công bố là đĩa đơn quảng bá chính thức ra mắt ngày 1/5/2014. Phiên bản đặc biệt (deluxe) của album bao gồm thêm tất cả các bản thu gốc chưa chỉnh sửa của toàn bộ 8 bài hát, một bài hát cộng thêm và hai video.

## Hậu trường
Theo thông tin công bố chính thức ngày 31 tháng 3 năm 2014, album sẽ chứa 8 bài hát. Đây là album chứa các tài liêu âm nhạc chưa công bố thứ hai ra mắt sau khi qua đời được phát hành bởi Epic Records từ sau cái chết của Jackson năm 2009. Bản nhạc tiêu đề "Xscape" được thu năm 2001 cho album Invincible. Nhà sản xuất nhạc hip-hop người Mĩ Timbaland và chủ tịch Epic Records L.A. Reid điều hành sản xuất album, với sự phụ thêm từ Rodney Jerkins, StarGate và John McClain. Timbaland cho biết Reid đã tiếp xúc riêng với nhà sản xuất tại nhà để bàn luận dự án Jackson mới. Jesse Johnson, tay guitar chính của nhóm The Time tiết lộ anh đã làm việc với các chi tiết của một bài hát có sự tham gia của Mary J Blige, Questlove, và D'Angelo. Tuy nhiên, bài hát đó cuối cùng đã không được chọn đưa vào album. Reid cho biết họ muốn tôn vinh huyền thoại Jackson khi đặt tên album, " tựa album này tôn vinh quy trình đặt tên album của Michael. Anh ấy luôn chọn tên một bài hát trong album để đặt tên và bắt đầu với Thriller, tên album chỉ có một từ, với một chất lượng mạnh mẽ cho từng cái tên (Thriller, Bad, Dangerous, HIStory, Invincible). Điều này đúng với dự án mới này."

## Lịch sử thu âm
"Love Never Felt So Good" được đồng sáng tác với ca nhạc sĩ Canada Paul Anka và thâu thử năm 1980 với phần đệm đàn của Anka. Bài hát cũng được ca sĩ Mỹ Johnny Mathis thu âm. Một phiên bản song ca với Justin Timberlake được thâu và phát hành thành đĩa đơn - phiên bản này có sử dụng phần âm thanh từ bài hát năm 1979 của Jackson là "Workin' Day And Night".
"Chicago" (ban đầu là "She Was Lovin' Me") thâu năm 1999, "Chicago" dự kiến sẽ thâu cho album Invincible nhưng không được chọn đưa vào album.
"Loving You" thâu năm 1987 trong giai đoạn Bad.
"A Place With No Name" viết và thâu năm 1998. Bài hát rất giống "A Horse with No Name," bản hit của ban nhạc Mỹ America. một đoạn dài 24 giây của bài hát bị rò rỉ trên mạng bởi TMZ vào tháng 7 năm 2009 và toàn bộ bài hát vào tháng 12 năm 2013.
"Slave To The Rhythm" thâu trong giai đoạn Dangerous khoảng năm 1991 và hoàn tất năm 1998. Một phiên bản remix rò rỉ trên mạng năm 2010. Justin Bieber cũng có thâu một phiên bản "song ca" với giọng hát của Michael, phiên bản này bị rò rỉ trên mạng tháng 8 năm 2013. Phiên bản này không được cho phép phát hành và bị săn lùng để xóa bỏ.
"Do You Know Where Your Children Are" viết và thâu trong giai đoạn Bad và cân nhắc lại trong giai đoạn Dangerous. Bài hát đã không được chọn đưa vào album Dangerous hay Bad. Một bản làm lại năm 2010 rò rỉ trên mạng cùng năm đó. Phiên bản này được cân nhắc đưa vào album Michael với phần guitar solo của Steve Lukather.
"Blue Gangsta" được viết và thâu năm 1998 nhưng không được chọn vào album Invincible, Dr. Freeze khẳng định nó sẽ được phát hành với phần phối nhạc hoàn tất nhưng không nói rõ ngày phát hành. Rapper Tempamental remix bài hát mà không thông qua Michael Jackson và tung lên trang MySpace của anh ta cuối năm 2006. Bản remix "Gangsta (No Friend of Mine)" có sự tham gia của Pras (of the Fugees).
"Xscape" được viết và thâu năm 1999 cho album Invincible nhưng cuối cùng không được chọn. Bài hát hoàn tất năm 2002 và rò rỉ trên mạng cùng năm đó. Giai điệu được chính nhà sản xuất ban đầu là Rodney Jerkins "hiện đại hóa".

## Quảng bá và đĩa đơn
Tháng hai năm 2014, Sony và di sản Jackson công bố mối quan hệ hợp tác với Sony Mobile. Kết quả của việc này là phần quảng cáo điện thoại Sony Mobile Xperia Z2  kết hợp phiên bản mới của bài hát "Slave to the Rhythm" được phát hành. Bài hát được xác nhận là nằm trong album. Album đã phát hành cho truyền thông Anh quốc trong tầng hầm khách sạn Knightsbridge ngày 31 tháng 3 năm 2014. Các nhà báo được cho phép nghe album với điều kiện không sử dụng các thiết bị điện tử, và không được biết tên các bài hát. Phóng viên mảng giải trí của một số phương tiện truyền thông Anh quốc, như là Sky News, London Evening Standard, The Daily Telegraph, Mixmag, The Guardian và Digital Spy đã được mời tham gia.
Ngày 30 tháng 4 năm 2014, "Love Never Felt So Good" được tiết lộ sẽ ra mắt tại giải thưởng iHeart Radio ngày 1 tháng 5 với tư cách là đĩa đơn đầu tiên của album, phủ nhận phát biểu của Timbaland gợi ý "Chicago" được phát hành trước. Bài hát đồng sáng tác bởi Michael và Paul Anka, có sự tham gia của Justin Timberlake trong phiên bản remix. "Love Never Felt So Good" đã từng được thâu âm bởi ca sĩ người Mỹ Johnny Mathis cho album năm 1984, Special Part of Me với phần lời khác viết bởi Paul Anka và Kathleen Wakefield. Bản tải kỹ thuật số của đĩa đơn khả dụng trên iTunes vào 0:01 EDT ngày 2/5/2014 đối với bản solo trên album và bản song ca với Justin Timberlake. Ngày phát hành đĩa đơn tới các đài radio đô thị được ấn định là 6/5/2014. Đĩa đơn đã lọt vào Bảng xếp hạng đĩa đơn Anh quốc ở thứ hạng 27, phát hành ngày 4/5/2014, chỉ 24 tiếng sau khi ra mắt.
Ngày 4 tháng năm 2014, bài hát "Chicago" bắt đầu khả dụng với người dùng dịch vụ Music Unlimited, theo sau bởi "Loving You", "A Place With No Name", "Slave to the Rhythm", và "Do You Know Where Your Children Are" trong các ngày tiếp theo.
Bằng hiệu ứng "Ma Pepper", một hình ảo ảnh của Michael Jackson trình diễn "Slave to the Rhythm," tại Lễ trao giải Billboard 2014 vào ngày 18 tháng 5 năm 2014. Phần trình diễn được biên đạo bởi anh em nhà Talauega và đạo diễn bởi Jamie King. Một ngày sau khi trình diễn, phần trình diễn trực tiếp được upload lên kênh Youtube Michael Jackson VEVO.
Sau thành công của Love Never Felt So Good trên bảng xếp hạng Billboard Hot 100, Jackson trở thành nghệ sĩ solo đầu tiên có đĩa đơn đạt top 10 trong năm thập kỷ khác nhau. Thành công của Slave to the Rhythm, lọt bảng xếp hạng Billboard với vị trí khởi đầu là 45, đưa Jackson đạt mốc 50 bài hit "Hot 100".

## Phản ứng
| Đánh giá chuyên môn       | Đánh giá chuyên môn |
| Điểm trung bình           | Điểm trung bình     |
| Nguồn                     | Đánh giá            |
| ------------------------- | ------------------- |
| Metacritic                | 66/100              |
| Nguồn đánh giá            |                     |
| Nguồn                     | Đánh giá            |
| AllMusic                  | [ 41 ]              |
| Consequence of Sound      | C                   |
| The Guardian              | [ 43 ]              |
| Los Angeles Times         | [ 44 ]              |
| Rolling Stone             | [ 45 ]              |
| Slant Magazine            | [ 46 ]              |
| The Sydney Morning Herald | [ 47 ]              |
| The Independent           | [ 48 ]              |
| Billboard                 | 90/100              |
| Entertainment Weekly      | B                   |

Xscape đạt điểm 66/100 trên Metacritic, dựa trên 21 đánh giá phê bình, đạt một mức nhân xét tương đối triển vọng. Trước khi album phát hành, Xscape được phát một cách hạn chế cho giới phê bình tại tiệc nghe nhạc tai New York. Bernadette McNulty từ tờ The Daily Telegraph khen ngợi album là "tinh khôi", gọi nó là "tâm điểm chất giọng của Jackson được hòa trộn lại". Michael Cragg từ tờ The Guardian nhận xét Xscape cho cảm giác như "album tạo ra để phô diễn vài bài hát của Jackson rất đáng được lắng nghe". Richard Suchet từ Sky News nghĩ album "nghe như các bản remix đương thời". Nick Stevenson từ Mixmag tin album sẽ " giống một bộ sưu tập các bài B-sides từ Off the Wall hơn là kế tục Invincible". Michael Arceneaux từ Ebony nói "dự án sắp tới từ ca sĩ quá cố nghe như một công thức làm lu mờ di sản". Elysa Gardner của USA Today nói rằng các nhà sản xuất "đảm bảo sức mạnh lâu dài của Jackson với tư cách một ca sĩ được trình bày, đặt vào thêm kết cấu điện tử hiện đại mà không áp đảo chất giọng run, lả lơi đặc trưng hay kết cấu tổng thể của bài nhạc." Patrick Carney, tay trống nhóm The Black Keys, nhận xét khá gay gắt, gọi album là "đống cặn bã tồi tệ tới mức tốn của họ ba năm sau khi anh ấy chết để mần cho nghe vô lỗ tai cho được", trong buổi phỏng vấn với báo Rolling Stone, và rằng nó đã được biên soạn chỉ vì "LA Reid cần một chiếc thuyền mới". Các nhà phê bình khác cho album chỉ là một cách để quảng bá điện thoại thông minh. và có các câu hỏi xung quanh phần viết lời và sản xuất, hoặc phần hát. Người tự nhận là fan hâm mộ Jackson-Nekesa Mumbi Moody, viết cho Yahoo, cho biết rằng phần lớn album gây cảm giác cũ kỹ, với bài "A Place With No Name" thì có lời bài hát và âm thanh kém. Cô kết luận rằng "ra mắt âm nhạc bị rơi xuống dưới tiêu chuẩn của Jackson làm giảm giá trị các sản phẩm được xây dựng một cách cẩn thận mà ông đã dành nhiều thập kỷ xây dựng và bảo vệ."

## Hoạt động thương mại
Xscape trở thành album của Michael Jackson thứ mười đứng nhất tại Anh sau khi nó lọt bảng xếp hạng với thứ hạng cao nhất tại Bảng xếp hạng album Anh quốc với doanh số 47,764 trong tuần đầu tiên. Tại Đài Loan, album đạt hạng nhất trên bảng xếp hạng G-Music với 17.13% lượng doanh số CD bán tuần đó. Trong tuần thứ hai, nó giữ vững hạng nhất với 12.13%. Album cũng đạt thứ hạng nhất ngay khi phát hành tại Bỉ, Đan Mạch, Pháp, Tây Ban Nha và Thổ Nhĩ Kỳ. Nó khởi đầu ở hạng 2 trên bảng xếp hạng Billboard Mỹ với doanh số tuần đầu tiên là 157,000 tại Mỹ. Trong tuần thứ hai, album bán 67,000 bản. Trong tuần thứ ba bán 35,000 bản đưa tổng số bán lên 259,000. Trong tuần thứ tư, album bán hơn 25,000 bản, và tuần thứ năm ít hơn 25,000 bản một chút. Album đã tiêu thụ được 339,000 bản sau 7 tuần ra mắt tại Mỹ. Tại Canada, album khởi đầu với thứ hạng 3 trên Bảng xếp hạng album Canada, bán 12,000 bản.

## Bài hát
Phiên bản thường của album có 8 bài hát đã được chỉnh sửa "hiện đại hóa" trong khi bản "đặc biệt" có thêm 8 bài hát này nhưng dưới dạng bản gốc chưa thay đổi.
| Xscape - bản thường (số catalog 88843053662) | Xscape - bản thường (số catalog 88843053662) | Xscape - bản thường (số catalog 88843053662) | Xscape - bản thường (số catalog 88843053662) | Xscape - bản thường (số catalog 88843053662) |
| STT                                          | Nhan đề                                      | Sáng tác                                     | Sản xuất                                     | Thời lượng                                   |
| -------------------------------------------- | -------------------------------------------- | -------------------------------------------- | -------------------------------------------- | -------------------------------------------- |
| 1.                                           | "Love Never Felt So Good"                    | Michael Jackson Paul Anka [ 72 ]             |                                              | 3:54                                         |
| 2.                                           | "Chicago"                                    | Jackson                                      |                                              | 4:05                                         |
| 3.                                           | "Loving You"                                 | Jackson                                      |                                              | 3:15                                         |
| 4.                                           | "A Place with No Name"                       | Jackson                                      |                                              | 5:35                                         |
| 5.                                           | "Slave to the Rhythm"                        | Jackson                                      |                                              | 4:15                                         |
| 6.                                           | "Do You Know Where Your Children Are"        | Jackson                                      |                                              | 4:36                                         |
| 7.                                           | "Blue Gangsta"                               | Jackson                                      |                                              | 4:14                                         |
| 8.                                           | "Xscape"                                     | Jackson Rodney Jerkins [ 25 ]                | Jerkins                                      | 4:04                                         |
| Tổng thời lượng:                             | Tổng thời lượng:                             | Tổng thời lượng:                             | Tổng thời lượng:                             | 34:25                                        |

| Xscape – bài hát cộng thêm tại Sony Xperia Lounge | Xscape – bài hát cộng thêm tại Sony Xperia Lounge | Xscape – bài hát cộng thêm tại Sony Xperia Lounge | Xscape – bài hát cộng thêm tại Sony Xperia Lounge | Xscape – bài hát cộng thêm tại Sony Xperia Lounge |
| STT                                               | Nhan đề                                           | Sáng tác                                          | Producer(s)                                       | Thời lượng                                        |
| ------------------------------------------------- | ------------------------------------------------- | ------------------------------------------------- | ------------------------------------------------- | ------------------------------------------------- |
| 9.                                                | "Chicago" (Papercha$er Remix)                     | Rooney                                            | Timbaland Harmon [a] Jackson [b] Rooney [b]       | 4:19                                              |
| Tổng thời lượng:                                  | Tổng thời lượng:                                  | Tổng thời lượng:                                  | Tổng thời lượng:                                  | 38:44                                             |

| bài hát bổ sung (bản Đặc biệt) (số catalog 88843066762) | bài hát bổ sung (bản Đặc biệt) (số catalog 88843066762) | bài hát bổ sung (bản Đặc biệt) (số catalog 88843066762) | bài hát bổ sung (bản Đặc biệt) (số catalog 88843066762) | bài hát bổ sung (bản Đặc biệt) (số catalog 88843066762) |
| STT                                                     | Nhan đề                                                 | Sáng tác                                                | Sản xuất                                                | Thời lượng                                              |
| ------------------------------------------------------- | ------------------------------------------------------- | ------------------------------------------------------- | ------------------------------------------------------- | ------------------------------------------------------- |
| 9.                                                      | "Love Never Felt So Good" (bản thu gốc)                 | Jackson Anka                                            |                                                         | 3:19                                                    |
| 10.                                                     | "Chicago" (bản thu gốc)                                 | Jackson                                                 |                                                         | 4:43                                                    |
| 11.                                                     | "Loving You" (bản thu gốc)                              | Jackson                                                 |                                                         | 3:02                                                    |
| 12.                                                     | "A Place with No Name" (bản thu gốc)                    | Jackson                                                 |                                                         | 4:55                                                    |
| 13.                                                     | "Slave to the Rhythm" (bản thu gốc)                     | Jackson                                                 |                                                         | 4:35                                                    |
| 14.                                                     | "Do You Know Where Your Children Are" (bản thu gốc)     | Jackson                                                 |                                                         | 4:39                                                    |
| 15.                                                     | "Blue Gangsta" (bản thu gốc)                            | Jackson                                                 |                                                         | 4:16                                                    |
| 16.                                                     | "Xscape" (bản thu gốc)                                  | Jackson Jerkins                                         | Jerkins                                                 | 5:44                                                    |
| 17.                                                     | "Love Never Felt So Good" (với Justin Timberlake)       | Jackson Anka                                            |                                                         | 4:05                                                    |
| Tổng thời lượng:                                        | Tổng thời lượng:                                        | Tổng thời lượng:                                        | Tổng thời lượng:                                        | 73:43                                                   |

| Bản Đặc biệt DVD | Bản Đặc biệt DVD                            | Bản Đặc biệt DVD |
| STT              | Nhan đề                                     | Thời lượng       |
| ---------------- | ------------------------------------------- | ---------------- |
| 1.               | "Phim tài liệu Xscape"                      | 23:18            |
| 2.               | "Cảnh quay bị cắt bỏ: phim tài liệu Xscape" | 2:39             |
| Tổng thời lượng: | Tổng thời lượng:                            | 25:57            |

| Xscape – Đĩa Vinyl (số catalog 88843053661) | Xscape – Đĩa Vinyl (số catalog 88843053661)       | Xscape – Đĩa Vinyl (số catalog 88843053661)                         | Xscape – Đĩa Vinyl (số catalog 88843053661)                                     | Xscape – Đĩa Vinyl (số catalog 88843053661) |
| STT                                         | Nhan đề                                           | Sáng tác                                                            | Sản xuất                                                                        | Thời lượng                                  |
| ------------------------------------------- | ------------------------------------------------- | ------------------------------------------------------------------- | ------------------------------------------------------------------------------- | ------------------------------------------- |
| 1.                                          | "Love Never Felt So Good"                         | Michael Jackson Paul Anka                                           | Jackson John McClain Giorgio Tuinfort Anka                                      | 3:54                                        |
| 2.                                          | "Chicago"                                         | Cory Rooney                                                         | Timbaland Jerome "J-Roc" Harmon [a] Jackson [b] Rooney [b]                      | 4:05                                        |
| 3.                                          | "Loving You"                                      | Jackson                                                             | Timbaland Harmon [a] Jackson [b]                                                | 3:15                                        |
| 4.                                          | "A Place with No Name"                            | Jackson Dewey Bunnell Dr. Freeze                                    | Stargate Jackson [b] Dr. Freeze [b]                                             | 5:35                                        |
| 5.                                          | "Slave to the Rhythm"                             | L.A. Reid Babyface Daryl Simmons Kevin Roberson                     | Timbaland Harmon [a] Reid [b] Babyface [b]                                      | 4:15                                        |
| 6.                                          | "Do You Know Where Your Children Are"             | Jackson                                                             | Timbaland Harmon [a] Jackson [b]                                                | 4:36                                        |
| 7.                                          | "Blue Gangsta"                                    | Jackson Dr. Freeze                                                  | King Solomon Logan Daniel Jones Timbaland Harmon [a] Jackson [b] Dr. Freeze [b] | 4:14                                        |
| 8.                                          | "Xscape"                                          | Jackson Rodney "Darkchild" Jerkins Fred Jerkins III LaShawn Daniels | Darkchild Jackson [b]                                                           | 4:04                                        |
| 9.                                          | "Love Never Felt So Good" (với Justin Timberlake) | Jackson Anka                                                        | Timbaland Harmon [a] Jackson [b] Anka [b]                                       | 4:05                                        |
| Tổng thời lượng:                            | Tổng thời lượng:                                  | Tổng thời lượng:                                                    | Tổng thời lượng:                                                                | 38:30                                       |

Ghi chú
- ^[a] đồng sản xuất
- ^[b] nhà sản xuất thanh nhạc

Bản gốc
- "Love Never Felt So Good" viết và thâu năm 1980 với Paul Anka, cùng với "This Is It".
- Bản gốc thâu năm 1999, "Chicago" dự kiến sẽ thâu cho album Invincible nhưng không thành công.
- "A Place with No Name" viết và thâu năm 1998 và chứa các thành phần của bài "A Horse with No Name" của ban nhạc America, viết bởi Dewey Bunnell.
- Jackson bắt đầu làm việc với bài "Slave to the Rhythm" trong giai đoạn Dangerous và hoàn tất năm 1998.
- "Do You Know Where Your Children Are" viết và thâu năm 1984, nhưng không được cho vào album Dangerous.Tên khác của bài hát là "12 O'Clock".
- "Xscape" được thâu và hoàn tất trong giai đoạn Invincible.

## Ghi công
Ghi công này lấy từ bìa đĩa của album Xscape.
- Michael Jackson: Nhạc sĩ, Nghệ sĩ chính, Nhà sản xuất, Nhà sản xuất âm thanh, Hát bè.
- Dayna Anderson: Violin
- Paul Anka: Nhạc sĩ, Piano, Nhà sản xuất
- Babyface: Nhạc sĩ, Sản xuất giọng hát
- Paul Bailey: Phụ tá
- Cheryl Banks: Phối hợp sản xuất
- David Barnett: Viola
- Davis Barnett: Viola
- Diana Baron: Quảng cáo, Quan hệ công chúng
- Jim Bates: Quan hệ công chúng
- Alla Benyatov: Quảng bá
- Shalik Berry: A&R
- Michelle Bishop: Violin
- John Branca: Điều hành sản xuất, Quản lý
- Dewey Bunnell: Nhạc sĩ
- David Byrnes: Luật sư hợp pháp
- Scott Carter: Quảng bá
- Demacio "Demo" Castellon: Kỹ thuật
- Lauren Ceradini: Quảng cáo
- Jeff Chestek: Kỹ thuật
- Vadim Chislov: Phụ tá
- Eliza Cho: Violin
- Fuko Chubachi: Giám đốc nghệ thuật
- LaShawn Daniels: Nhạc sĩ, Hát bè
- Jeroen DeRijk: Bộ gõ
- Alex Deyoung: Phụ tá kỹ sư
- Dr. Freeze: Nhạc sĩ, Sản xuất giọng hát
- John Doelp: Associate Nhà sản xuất
- Mike Donaldson: Kỹ sư, Biên tập giọng hát
- Elisabeth Liefkes-Cats: Violin
- Mikkel S. Eriksen: Kỹ sư, Phối âm
- Blake Espy: Violin
- Mike Daddy Evans: Phối hợp sản xuất
- Rick Frazier: Phối hợp sản xuất
- Brian "Big Bass" Gardner: In sao
- Dalia Glickman: A&R
- Chris Godbey: Kỹ sư, Mixing
- Larry Gold: Điều phối nhạc cụ dây
- Jerome "J-Roc" Harmon: Nhà sản xuất
- Trehy Harris: Mixing
- Tor Hermansen: Phối âm
- Jerry Hey: Kèn, nhạc trưởng
- Kevin Hissink: Guitar
- Fredrik Strand Holland: Guitar
- Mieke Honingh: Violin
- Norman Jansen: Violin
- Jaycen Joshua: Mixing
- Fred "Uncle Freddie" Jerkins III: Nhạc sĩ
- Rodney Jerkins: Nhạc sĩ, Kỹ sư, Mixing
- Rodney "Darkchild" Jerkins: Nhà sản xuất, sản xuất giọng hát
- Perry Jimenez: Phụ tá, Kỹ sư
- Brandon Jones: Kỹ sư
- Daniel Jones: Nhà sản xuất
- Julia Jowett: Violin
- JP Robinson: Giám đốc sáng tạo
- Jeff Juin: A&R
- Michael Kane: Kế toán
- Joel "Roosevelt" Katz: Luật sư hợp pháp
- Jonathan Kim: Viola
- Sarah Koch: Violin
- Wim Kok: Violin
- Rutger "Ruffi" Kroese: Phụ tá, Lập trình bộ trống
- Jay Krugman: Quảng bá
- Heath Kudler: Music Business Affairs
- Emma Kummrow: Violin
- Karen Langford: Luật sư hợp pháp, giám sát dự án
- Vera Laporeva: Violin
- Sam Lecca: Giám đốc sáng tạo
- Tamae Lee: Violin
- Arend Liefkes: Bass
- King Solomon Logan: Nhà sản xuất
- Jennie Lorenzo: Cello
- Mat Maitland: Chỉ đạo nghệ thuật, Thiết kế, Hình ảnh
- Luigi Mazzocchi: Violin
- John McClain: điều hành sản xuất, Management, Nhà sản xuất
- Ranaan L. Meyer: Bass
- Erica Miller: Violin
- Mo'Horns: Kèn
- Jesús Morales: Cello
- Greg Morgan: Biên tập, chỉnh âm
- Bill Nation: chụp hình
- Cole Nystrom: Phụ tá kỹ sư
- Charles Parker: Violin
- David Peijnenburg: Violin
- Dave Pensado: Mixing
- Karl Petersen: Phụ tá Kỹ sư
- Marisa Pizarro: A&R
- Paul Power: Kỹ sư
- Aaron Reid: A&R
- Antonio "L.A." Reid: Music Coordinator, Nhà sản xuất
- L.A. Reid: Nhạc sĩ, Sản xuất giọng hát
- Daniela Rivera: Phụ tá Kỹ sư, Kỹ sư
- Kevin Roberson: Nhạc sĩ
- Cory Rooney: Nhạc sĩ, Sản xuất giọng hát
- Carlos Rubio: Violin
- Arlia de Ruiter: Violin
- Heather Santos: A&R
- Marcel Schimscheimer: Bass
- Scott Seviour: Quảng bá
- Daryl Simmons: Nhạc sĩ
- Mike Sitrick: Quan hệ công chúng
- Stargate: Nhà sản xuất
- Phil Tan: Mixing
- Annie Tangberg: Cello
- Pauline Terlouw: Violin
- Timbaland: điều hành sản xuất, Nhà sản xuất
- Steve Tirpak: Phụ tá, Copy
- Giorgio Tuinfort: điều phối trống, Piano, Nhà sản xuất
- Vera Van Der Bie: Violin
- Franck van der Heijden: Nhạc trưởng, chỉ đạo dàn giao hưởng
- Bastiaan Van Der Werf: Cello
- Herman Van Haaren: Violin
- Joe Vogel: Chụp hình
- Mark Ward: Cello
- Dan Warner: Guitar
- Renee Warnick: Viola
- Matt Weber: Phụ tá
- Howard Weitzman: Luật sư hợp pháp
- David Williams: Guitar
- Stephanie Yu: Music Business Affairs

## Xếp hạng
| Bảng xếp hạng (2014)                     | Thứ hạng cao nhất |
| ---------------------------------------- | ----------------- |
| Album Argentina (CAPIF)                  | 5                 |
| Album Úc (ARIA)                          | 2                 |
| Album Áo (Ö3 Austria)                    | 2                 |
| Album Bỉ (Ultratop Vlaanderen)           | 1                 |
| Album Bỉ (Ultratop Wallonie)             | 1                 |
| Album Canada (Billboard)                 | 3                 |
| Album Croatia (HDU)                      | 21                |
| Album Cộng hòa Séc (ČNS IFPI)            | 5                 |
| Album Đan Mạch (Hitlisten)               | 1                 |
| Album Hà Lan (Album Top 100)             | 2                 |
| Album Phần Lan (Suomen virallinen lista) | 5                 |
| Album Pháp (SNEP)                        | 1                 |
| Album Đức (Offizielle Top 100)           | 2                 |
| Album Hy Lạp (IFPI)                      | 2                 |
| Album Hungaria (MAHASZ)                  | 4                 |
| Album Ireland (IRMA)                     | 4                 |
| Album Ý (FIMI)                           | 2                 |
| Album Nhật Bản (Oricon)                  | 4                 |
| Album México (Top 100 Mexico)            | 5                 |
| Album New Zealand (RMNZ)                 | 3                 |
| Album Na Uy (VG-lista)                   | 2                 |
| Album Ba Lan (ZPAV)                      | 4                 |
| Album Bồ Đào Nha (AFP)                   | 3                 |
| Album Scotland (OCC)                     | 3                 |
| Album Hàn Quốc (Gaon)                    | 6                 |
| Album Tây Ban Nha (PROMUSICAE)           | 1                 |
| Album Thụy Điển (Sverigetopplistan)      | 3                 |
| Album Thụy Sĩ (Schweizer Hitparade)      | 2                 |
| Album Đài Loan (G-Music)                 | 2                 |
| Album Anh Quốc (OCC)                     | 1                 |
| Album Hoa Kỳ Billboard 200               | 2                 |
| Album Hoa Kỳ Top R&B/Hip-Hop (Billboard) | 1                 |

| Bảng xếp hạng (2014)    | Vị trí |
| ----------------------- | ------ |
| Australian Albums Chart | 66     |
| Italian Albums Chart    | 38     |
| US Billboard 200        | 36     |

## Chứng nhận
| Quốc gia                                                                           | Chứng nhận  | Số đơn vị/doanh số chứng nhận |
| ---------------------------------------------------------------------------------- | ----------- | ----------------------------- |
| Úc (ARIA)                                                                          | Vàng        | 35.000^                       |
| Áo (IFPI Áo)                                                                       | Vàng        | 7.500*                        |
| Brasil (Pro-Música Brasil)                                                         | Bạch kim    | 40.000*                       |
| Canada (Music Canada)                                                              | Vàng        | 40.000^                       |
| Đức (BVMI)                                                                         | Vàng        | 0^                            |
| Ý (FIMI)                                                                           | Vàng        | 25.000*                       |
| Nhật Bản (RIAJ)                                                                    | Vàng        | 0^                            |
| Macao (IFPI Macao)                                                                 | 2× Bạch kim | 60,000                        |
| México (AMPROFON)                                                                  | Vàng        | 30.000^                       |
| Ba Lan (ZPAV)                                                                      | Bạch kim    | 0*                            |
| Hàn Quốc (KMCA)                                                                    | Bạch kim    | 12,224^                       |
| Tây Ban Nha (PROMUSICAE)                                                           | Vàng        | 20.000^                       |
| Thụy Sĩ (IFPI)                                                                     | Vàng        | 10,000^                       |
| Anh Quốc (BPI)                                                                     | Vàng        | 100.000^                      |
| Hoa Kỳ (RIAA)                                                                      | Vàng        | 459,000                       |
| * Chứng nhận dựa theo doanh số tiêu thụ. ^ Chứng nhận dựa theo doanh số nhập hàng. |             |                               |

## Lịch sử phát hành
| Nước        | Ngày                | Nhãn              | Định dạng                        |
| ----------- | ------------------- | ----------------- | -------------------------------- |
| Áo          | 9 tháng 5 năm 2014  | Sony Music        | CD, Tải kỹ thuật số, nghe online |
| Đan Mạch    | 9 tháng 5 năm 2014  | Sony Music        | CD, Tải kỹ thuật số, nghe online |
| Đức         | 9 tháng 5 năm 2014  | Sony Music        | CD, Tải kỹ thuật số, nghe online |
| Tây Ban Nha | 9 tháng 5 năm 2014  | Sony Music        | CD, Tải kỹ thuật số, nghe online |
| Pháp        | 12 tháng 5 năm 2014 |                   | CD, Tải kỹ thuật số, nghe online |
| Anh         | 12 tháng 5 năm 2014 | Epic Records      | CD, Tải kỹ thuật số, nghe online |
| Ý           | 13 tháng 5 năm 2014 | Sony Music        | CD, Tải kỹ thuật số, nghe online |
| Canada      | 13 tháng 5 năm 2014 | Sony Music        | CD, Tải kỹ thuật số, nghe online |
| Mỹ          | 13 tháng 5 năm 2014 | Epic Records, MJJ | CD, Tải kỹ thuật số, nghe online |
| Mexico      | 21 tháng 5 năm 2014 | Sony Music        | CD, Tải kỹ thuật số, nghe online |
| Nhật        | 21 tháng 5 năm 2014 | Sony Music Japan  | CD                               |
| Ấn Độ       | 12 tháng 5 năm 2014 | Sony Music        | CD                               |
| Đức         | 6 tháng 6 năm 2014  | Sony Music        | LP                               |
| Mỹ          | 10 tháng 6 năm 2014 | Epic Records, MJJ | LP                               |